# 新庄傈僳族傣族乡
新庄傈僳族傣族乡是中华人民共和国云南省丽江市华坪县下辖的一个民族乡。

## 历史
清朝道光年间，此地有一座庄房，名叫“新庄”，之后定居的人越来越多，形成了集市。
1931年（民国20年），此地属于第五区。1937年（民国26年），新邦乡设立。
1951年，新邦乡和七连乡合并建立第四区。1958年，新邦人民公社建立。1983年更名为“新庄区”。1988年，新庄区分出新庄乡和通达乡。

## 行政区划
新庄傈僳族傣族乡下辖以下村级行政区划单位：
新庄村、天星村、边凹村、八德村、良马村、德胜村和腊么村。

## 地理
新庄傈僳族傣族乡位于华坪县城西部。
良马河、边凹河、新庄河在此地汇合。

## 经济
新庄傈僳族傣族乡的经济主要依靠农业、养殖业和矿产资源。蔬菜、麻竹和烟叶是主要经济作物。水果主要是柑桔、核桃、花椒、芒果。养殖业主要是水产养殖、猪、家禽。矿产资源主要是煤、花岗岩、石灰岩、高岭石、长石、滑石、石膏、铁、铜。

## 人口
2017年，新庄傈僳族傣族乡人口17526人，主要少数民族是傈僳族、傣族、苗族、回族、壮族、彝族、白族、藏族、纳西族等。

## 交通
353国道和国道G4216，即蓉丽高速公路，经过该地。